# Eurycantha
Eurycantha Boisduval, 1835 è un genere di insetti stecco appartenente alla famiglia Lonchodidae.

## Tassonomia
Comprende le seguenti specie:
- Eurycantha calcarata Lucas, 1869
- Eurycantha coronata  Redtenbacher, 1908
- Eurycantha horrida Boisduval, 1835
- Eurycantha immunis Redtenbacher, 1908
- Eurycantha insularis Lucas, 1869
- Eurycantha latro Redtenbacher, 1908
- Eurycantha maluensis Günther, 1929
- Eurycantha micracantha (Montrouzier, 1855)
- Eurycantha portentosa Kirby, 1904
- Eurycantha rosenbergii Kaup, 1871